# 抗原呈現

抗原呈現刺激T細胞成為輔助型T細胞或細胞毒性T細胞

交叉呈遞是特定抗原呈現細胞吞噬並利用MHC I呈現外來抗原給细胞毒性T细胞的能力。交叉致敏，是交叉呈遞後的結果，其描述的是透過交叉呈遞而使初始T細胞變成活化的過程。 這個過程對於大多數對抗腫瘤或病毒的免疫反應是必須的。這些腫瘤或是細胞內的病毒不會感染抗原呈現細胞，反而是感染周邊組織。交叉呈遞對於「蛋白抗原疫苗」引起的免疫保護反應也是需要的，這類疫苗像是癌症疫苗等等。
交叉呈遞是十分重要的，因為他允許了外來抗原的呈現。這些抗原平常時是由樹突細胞利用MHC II呈現給抗原呈現細胞，現在發現他們也可透過MHC I呈現。MHC I通常是用來呈現已經感染細胞的內在抗原。然而，利用交叉呈遞的細胞可以利用MHC I路徑來呈現，這樣便可防止細胞被感染，並刺激適應性免疫系統來活化CD-8毒殺T細胞來消滅已經被感染的周邊組織細胞。

## 歷史
當Michael J. Bevan注射了攜帶有次要組織相容性抗原的移植細胞後，交叉呈現的證據於1976年被發現。他發現接受者的抗原呈現細胞誘導了CD8+毒殺T細胞對抗外來MHC細胞的反應。有鑑於此， Bevan說這些抗原呈現細胞必定吞噬這些外來的MHC細胞並將之呈現給CD8+T細胞，因而啟動適應性免疫來對抗這些移植的組織，這種觀察被稱作「交叉致敏」。
接著，關於交叉呈遞有很多爭議。現在交叉呈遞被相信是由於做實驗時的限制或是特殊性造成的。

## 抗原呈現細胞
雖然基本和最有效的抗原呈現細胞是樹突細胞，但巨噬細胞、B细胞、和肝竇狀內皮細胞也被發現具有呈現抗原的功能。然而，體內樹突細胞是目前發現最有效且最常見利用MHC-1呈現抗原的抗原呈現細胞。有兩種樹突細胞的亞型，一種是漿樹突細胞 (pDC)和骨髓樹突細胞 (mDC)。漿樹突細胞在血液中被發現，而且能夠直接吞噬或透過附近凋亡細胞交叉呈現抗原，但他的主要功能還是在面對病毒感染時分泌第一型干擾素。骨髓樹突細胞可以分為遷徙樹突細胞、固定樹突細胞、蘭格漢氏細胞、以及發炎樹突細胞。所有的骨髓樹突細胞都有特殊的功能和分泌的物質，但他們都可以交叉呈遞抗原來活化CD8+胞毒T細胞。
有很多因子決定交叉呈遞的功能，像是抗原的攝入和加工機制，再加上環境訊號和交叉抗原呈現樹突細胞的活化等等。交叉抗原呈現樹突細胞的活化依賴著輔助型T細胞的刺激。共同刺激分子CD40/CD40L受體和危險的外源性抗原都能夠幫助樹突細胞辨認T細胞，並加速抗原呈現以及活化CD8+T胞毒細胞的功能。

## 抗原在液泡和細胞質中轉移
除了將抗原直接吞入之外，樹突細胞的胞吞作用同時改變了抗原在細胞內的運輸結構和成熟機制。最終，外在的可溶性抗體被MHC-1路徑辨認，而非傳統上的MHC-2路徑。然而，對於抗原呈現細胞交叉呈遞的方式還是有一些不確定性。目前，有液泡學說和細胞質學說。
液泡學說開始於樹突細胞對於外在抗原的內吞作用。內胞吞形成了吞噬囊泡，在囊泡中，酸性環境和活化的酵素像是溶體蛋白酶將抗原分解為胜肽。這些胜肽接着被裝载至吞噬泡中的MHC-1凹槽中。至於MHC-1是在胜肽裝上去前即被送出內質網，還是MHC-1是直接從細胞膜上卸下來的尚不可知。當外來抗原被裝到MHC-1後，這個複合體就會被送至細胞表面進行交叉呈遞。
也有一些證據指出一部份的CD8+樹突細胞利用另外一種方式進行交叉呈遞。這個路徑被稱作細胞質路徑。和液泡路徑相似的是，抗原被內吞囊泡帶入細胞，抗原的蛋白質被不明的機制運輸到細胞質中。在細胞質中，外來的抗原被蛋白酶加工並分解為胜肽。這些加工過後的胜肽可以被TAP通道送進內質網，是回到一些胞內體然後被MHC-1裝載。現在科學家大多相信MHC-1的裝載胜肽程序可以在內質網或是吞噬囊泡，像是細胞質路徑的胞內體中進行。對在內質網進行MHC-1裝載路徑來說，外來抗原藉由Beta2微球蛋白、ERAP、tapapsin、calreticulin等「胜肽安裝酶」和「伴護蛋白」的幫助才能順利裝到MHC-1上。在胜肽安裝完以後，MHC分子被運輸出內質網，透過高基氏體，然後進入細胞表面進行交叉呈遞。
兩種路徑都可以在抗原呈現細胞中發生，而且可能會被蛋白酶體抑制劑和吞噬作用抑制劑等等環境因子影響。

## 交叉呈現和免疫的關聯性
交叉呈遞在許多對抗病毒（疱疹病毒科，流感病毒、巨細胞病毒、人類疱疹病毒第四型、猴免疫缺陷病毒、乳頭瘤病毒等）、细菌（李斯特菌、沙門氏菌、大腸桿菌、肺結核菌等）和腫瘤（腦瘤、胰臟癌、黑色素細胞瘤、白血病等）的免疫反應中扮演重要角色。雖然很多病毒會抑制並且降低大多樹突細胞的活性，交叉呈遞樹突細胞因為不會被侵襲，所以還是可以藉由攝入被感染的周邊組織來成外來抗原給CD8+ T细胞。 交叉致敏可以大幅提升對抗「侵襲周邊組織細胞內的抗原」，這種抗原無法被B細胞產生的抗體消滅。此外，交叉致敏避免了病毒逃避免疫系統的機制，像是抑制抗原不被細胞表現等等。因此，對於會抑制免疫反應的病毒(像是皰疹病毒)來說，交叉呈遞是最佳的抗原呈現方法。總而言之，交叉呈遞幫助適應性免疫去對抗細胞內的病毒和腫瘤細胞。
樹突細胞的交叉呈遞也可以做為癌症免疫療法的疫苗。當注射某種腫瘤疫苗時，這些疫苗可以作用在周邊皮下組織的特定樹突細胞，像是遷徙樹突細胞和蘭格漢氏細胞等。當這些疫苗誘發免疫反應後，樹突細胞能夠移動至淋巴結並活化CD4+輔助T細胞和CD8+胞毒T細胞。當CD8+胞毒T細胞大量生產時，便可以增加抗癌效果，而且這可以減低腫瘤細胞本身帶有的免疫抑制效果。

## 和免疫耐受性的關聯性
交叉呈遞樹突細胞對於中樞和周邊免疫組織的免疫耐受性有巨大影響。在中樞耐受性中，樹突細胞可以在胸腺(T細胞發展和成熟的地方)中表現抗原。胸腺樹突細胞可以攝入死掉的胸腺髓質皮膜細胞 (mTEC)並且利用MHC-1交叉呈遞自身抗原來進行CD8+胞毒T細胞的「負向篩選」，因為這些胞毒T細胞對於自身抗原有很大的親和力。呈現自身組織抗原的過程是被胸腺髓質皮膜細胞驅動的，這些皮膜細胞在表現AIRE後被樹突細胞吞噬。雖然中樞耐受性的樹突細胞功能大多還是未知，但顯然此處的樹突細胞能夠幫助胸腺髓質皮膜細胞來進行「負向篩選」的工作。
就周邊組織的耐受性而言，周邊組織的休眠樹突細胞能夠促進對自身抗原有親和力的胞毒T細胞進行自體抗原耐受性的程序。他們能夠在淋巴結表現特定抗原來調節胞毒T細胞啟動適應性免疫反應，並且控制那些雖然對自體抗原有高親和力，但還是逃出中樞耐受性的T細胞。交叉呈遞樹突細胞能夠啟動株落失能反應、凋亡反應，或是T細胞自我調控反應。這對於自體免疫性疾病和攻擊自己抗原的胞毒T細胞之控制有很大的發展潛力。

## 外部連結
- 醫學主題詞表（MeSH）：Cross-Presentation